# Kurt Otto (trener)
Kurt Otto (ur. 28 sierpnia 1900 w Rüttenscheid, zm. 29 grudnia 1942 pod Stalingradem) – niemiecki piłkarz i trener, także trener i zastępczy selekcjoner reprezentacji Polski (mecz z Łotwą w 1936).
Otto został mianowany w marcu 1935 roku trenerem reprezentacji Polski (asystentem selekcjonera Józefa Kałuży, któremu pomagał w 12 spotkaniach). Na Letnich Igrzyskach Olimpijskich 1936 w Berlinie, Polska zajęła czwarte miejsce. Przeprowadzał również szkolenia dla regionalnych związków piłki nożnej w Polsce. Przez blisko dwa lata pracy Kurta Otto reprezentacja wygrała cztery razy, dwa razy zremisowała i siedem razy przegrała. Kurt Otto został zwolniony w lutym 1937 roku. Po jego zwolnieniu Przegląd Sportowy ocenił, że udało mu się unowocześnić polską piłkę nożną i podporządkować sobie ówczesne gwiazdy reprezentacji oraz że należało dać mu więcej czasu.
Na początku II wojny światowej Otto został wcielony do pułku artylerii Wehrmachtu. Zginął prawdopodobnie 29 grudnia 1942 roku w Bitwie pod Stalingradem.